# 富士見 (上尾市)
富士見（ふじみ）は、埼玉県上尾市の町名。現行行政地名は富士見一丁目および二丁目。住居表示実施済み。郵便番号は362-0041。
市の統計などでは上尾地区で分類されている。

## 地理
埼玉県の中央地域（県央地域）で、上尾市中央部の低地に位置する。地区東部の一部は大宮台地上に掛かるが、傾斜は比較的緩やかである。
町域の東側を谷津と隣接し、南側を西宮下と隣接し、西側を向山や川と隣接し、北側を上尾平方線を挟み柏座と隣接する。
地区の西端を鴨川が流れ、上尾平方線の富士見橋のほか、鴨川橋や館橋が架かる。
全域が市街化区域で、第一種低層住居専用地域（一部第一種住居地域、上尾平方線沿線は第二種住居地域）に指定され、全体的に住宅地が広がっているが、地区南部の一部では生産緑地地区として農地も見られる。

### 地価
住宅地の地価は、2018年（平成30年）の都道府県地価調査によれば、富士見一丁目8−16の地点で12万8000円/m2となっている。

## 歴史
- 1966年（昭和41年）
  - 7月1日 - 住居表示に関する法律に基づき住居表示（第二次）が実施され[10]、大字谷津・柏座・西宮下の各一部より富士見一丁目が成立する[10][11][12]。
  - 7月 - 鴨川沿いの低地に上尾富士見団地が落成し入居を開始する[13][14]。
- 1967年（昭和42年）7月1日 - 住居表示に関する法律に基づき住居表示（第三次）が実施され、大字柏座の一部より富士見二丁目が成立する[10]。
- 1975年（昭和50年）10月 - 地内に都市計画道路「上尾平方線」が開通する[15]。
- 2011年（平成23年）3月 - 地内の鴨川に埼玉県の水辺再生100プラン事業により富士見親水公園の整備が完了する[16]。

## 世帯数と人口
2019年（平成31年）1月1日現在（上尾市発表）の世帯数と人口は以下の通りである。
| 丁目         | 世帯数    | 人口    |
| ------------ | --------- | ------- |
| 富士見一丁目 | 644世帯   | 1,349人 |
| 富士見二丁目 | 832世帯   | 1,793人 |
| 計           | 1,476世帯 | 3,142人 |

## 小・中学校の学区
市立小・中学校に通う場合、学区（校区）は以下の通りとなる。
| 丁目         | 番地 | 小学校               | 中学校           |
| ------------ | ---- | -------------------- | ---------------- |
| 富士見一丁目 | 全域 | 上尾市立鴨川小学校   | 上尾市立南中学校 |
| 富士見二丁目 | 全域 | 上尾市立富士見小学校 | 上尾市立西中学校 |

## 事業所
2021年（令和3年）現在の経済センサス調査による事業所数と従業員数は以下の通りである。
| 丁目         | 事業所数 | 従業員数 |
| ------------ | -------- | -------- |
| 富士見一丁目 | 18事業所 | 68人     |
| 富士見二丁目 | 20事業所 | 113人    |
| 計           | 38事業所 | 181人    |

## 交通
地区内に鉄道は敷設されていない。最寄り駅はJR東日本高崎線上尾駅であるが、富士見一丁目8−16の地点よりおよそ1.1 km離れている。

### 道路
地区内に国道や主要地方道・一般県道は通っていない。地内に都市計画道路 西宮下中妻線の延伸計画があり、その工事が実施されている。
- 都市計画道路 上尾平方線[19]（市民体育館通り）

### バス
西上尾第一・第二団地方面や川越駅方面への路線バスが多数運行されている。 
東武バスウエスト上尾営業所
地区内は「富士見小学校」・「柏座郵便局前」バス停留所が設置されている。
上尾市コミュニティバス「ぐるっとくん」
- 大石領家北上尾線
- 平方丸山公園線

地区内は「柏座郵便局前」バス停留所のみ設置されている。

### 町内会
- 富士見一丁目町会[22]
- 富士見団地自治会

## 施設
地内に指定緊急避難場所は存在しない。
- 上尾富士見団地
- 富士見一丁目公民館
- 富士見団地集会所
- 日本基督教団 上尾合同教会
- 上尾富士見幼稚園 - 1965年（昭和40年）3月設立[24]
- みずほ保育園上尾富士見 - 2021年（令和3年）4月開園
- 富士見親水公園 - 河川公園。鴨川河川敷に立地する。
- 富士見団地第一公園
- 富士見団地第二公園
- 富士見団地第三公園
- 富士見地区広場

※ 上尾市立富士見小学校は柏座四丁目に所在する。